# Gorski trenažni center Hacavita
Gorski trenažni center Hacavita je vojaški šolski center, ki spada pod okrilje ruskega notranjega ministrstva. 

## Zgodovina
Center je bil ustanovljen leta 2005 z namenom usposabljanja pripadnikov Specnaza za gorsko bojevanje.